# Tino di Camaino

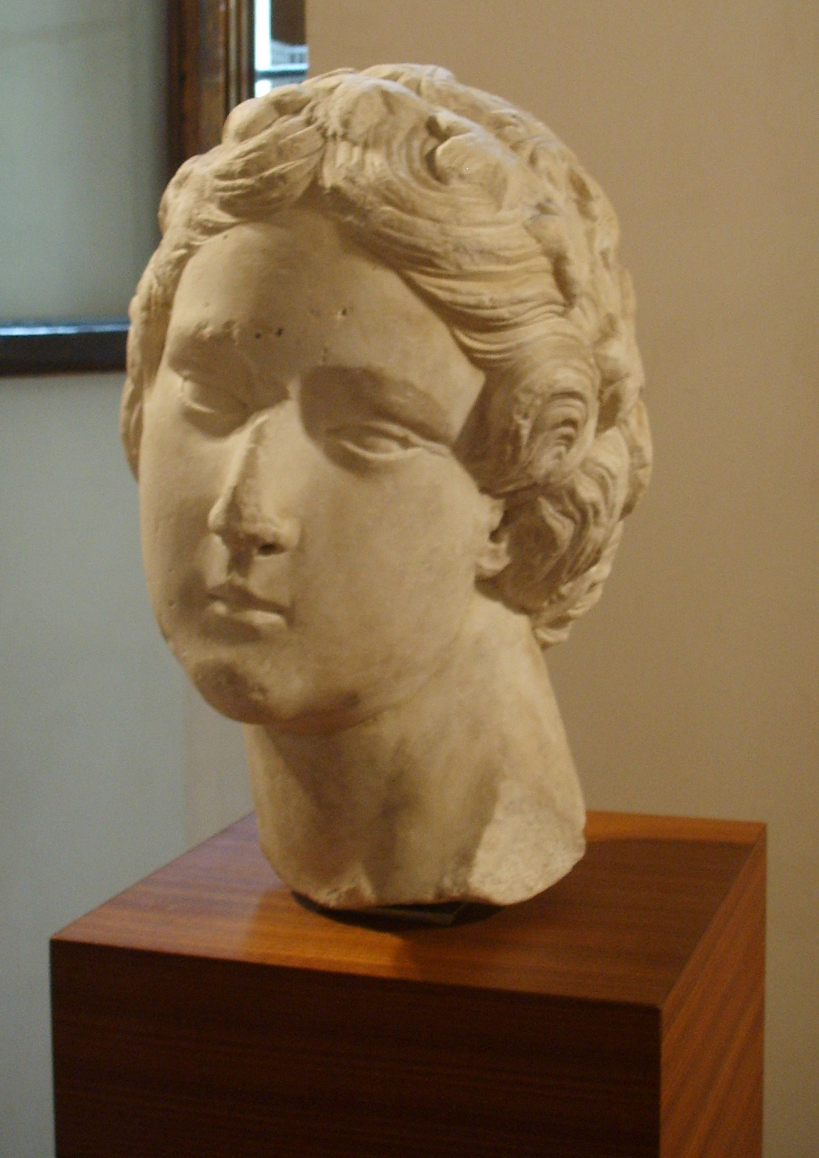
Speranza, Museo dell'Opera del Duomo (Firenze), 1320 circa

Tino di Camaino (Siena, 1285 circa – Napoli, 1337 circa) è stato uno scultore italiano.

## Biografia
Figlio di Camaino di Crescentino, architetto senese, fu forse allievo di Giovanni Pisano nell'esecuzione dei rilievi per la facciata del Duomo di Siena. Seguì il suo maestro a Pisa dove fu nominato capomastro dell'Opera del Duomo per la realizzazione della cattedrale (1311). Eseguì in quel periodo il monumento funebre di Enrico VII di Lussemburgo nel Duomo di Pisa (1315).
Nel 1315 dovette tornare a Siena, per aver combattuto coi guelfi contro i Pisani. Vi rimase fino al 1320 e realizzò nel 1317 il monumento funebre del cardinal Petroni; mentre il più famoso Monumento funebre del Vescovo Orso fu realizzato per il Duomo di Firenze dopo il 1321.
Altre opere famose del periodo fiorentino sono la Madonna al Museo Nazionale del Bargello e la Carità (al Museo Bardini), la Fede e la Speranza (al Museo dell'Opera del Duomo di Firenze), oltre alla tomba di Gastone della Torre conservata nel Museo della basilica di Santa Croce.
Dal 1323 operò a Napoli al servizio di Roberto d'Angiò, dove realizzò numerosi monumenti funebri: già nel 1323 eseguì il monumentale sepolcro di Caterina d'Austria in San Lorenzo Maggiore; attorno al 1325 quello della regina Maria d'Ungheria in Santa Maria Donnaregina. Per la chiesa di Santa Chiara, negli ultimi anni della sua vita, realizzò i sepolcri di Carlo di Calabria e di Maria di Valois.

## Opere principali
- Madonna col Bambino (attr.), Pisa, Museo nazionale di San Matteo
- Altare di san Ranieri, Pisa, Museo dell'Opera del Duomo
- Madonna col Bambino[1], 1312-1315 circa, Torino, Palazzo Madama
- Madonna col Bambino entro un tondo, 1312-1315 circa, Empoli, Museo della collegiata di Sant'Andrea
- Monumento funebre di Arrigo VII, 1315, Pisa, Duomo e Museo dell'Opera del Duomo
- Annunciazione e coppia di santi, 1315 circa, Pisa, Museo dell'Opera del Duomo
- Madonna col Bambino, 1315-1320 circa, Lucca, Museo nazionale di Villa Guinigi
- Madonna col Bambino, 1315-1320 circa, Oxford, Ashmolean Museum
- Monumento funebre del cardinale Riccardo Petroni, 1317, Siena, Duomo
- Monumento funebre di Cassono della Torre, Firenze, Museo di Santa Croce
- Carità, 1320-1321 circa, Firenze, Museo Bardini
- Fede, 1320-1321 circa, Firenze, Museo dell'Opera del Duomo
- Speranza, 1320-1321 circa, Firenze, Museo dell'Opera del Duomo
- Sibilla, 1320-1321 circa, Firenze, Museo dell'Opera del Duomo
- Battesimo di Cristo, 1320-1321 circa, Firenze, Museo dell'Opera del Duomo
- Testa del Battista, 1320-1321 circa, Firenze, Museo dell'Opera del Duomo
- Angelo annunciante, 1320 circa, Firenze, Fondazione Romano
- Cariatide, 1320 circa, Firenze, Fondazione Romano
- Vergine annunciata, 1320 circa, Firenze, Museo di Santa Croce
- Angeli reggicortina, 1320 circa, Londra, Victoria and Albert Museum
- Santa Reparata (rilievo), 1320-1323 circa, Baltimora, Walters Art Museum
- Santa Caterina d'Alessandria (rilievo), 1320-1323 circa, Baltimora, Walters Art Museum
- Monumento funebre del vescovo Antonio d'Orso, 1321, Firenze, Cattedrale Santa Maria del Fiore
  - Madonna col Bambino, Firenze, Museo del Bargello
  - Angelo annunciante, Firenze, collezione Loeser (Palazzo Vecchio)
- Sepolcro di Caterina d'Austria, 1323, Napoli, San Lorenzo Maggiore
- Sepolcro di Maria d'Ungheria, 1325, Napoli, Santa Maria Donnaregina
- Monumento funebre di Carlo di Calabria, 1329 circa, Napoli, Santa Chiara
- Madonna col Bambino (rilievo), 1330 circa, Londra, Victoria and Albert Museum
- Madonna col Bambino (legno policromo) h.cm 145. Anghiari, Propositura (dalla chiesa della Badia)
- San Benedetto, 1330 circa, Parigi, Louvre
- Monumento funebre di Maria di Francia, 1335 circa, Napoli, Santa Chiara
- Madonna con la regina Sancia, santi e angeli, 1335 circa, Washington, National Gallery of Art
- Frammento di Madonna col Bambino, 1335 circa, Berlino, Bode Museum